# Бучино
 Тази статия е за селото в Пиринска Македония.  За други значения вижте Бучино (пояснение).  
Бу̀чино е село в Югозападна България. То се намира в община Благоевград, област Благоевград.

## География
Село Бучино се намира в полупланински район, на 13 километра северозападно от Благоевград.

## История
В 1891 година Георги Стрезов пише за селото:
| „ | Бучино, 3 часа на С от Джумая, до самата граница, наоколо е заградено с кория, която се пази отлично, понеже умирал (разправят старите) всякой, който си позволи да отсече и клон от тая гора. 75 къщи, 360 д. българе и 75 д. турци. | “ |

При избухването на Балканската война в 1912 година двама души от Бучино са доброволци в Македоно-одринското опълчение.

## Население
Към 1900 година според известната статистика на Васил Кънчов („Македония. Етнография и статистика“) населението на Бучино (Баиръ Кьой) брои 517 души, от които 442 българи-християни и 75 турци.
Численост на населението според преброяванията през годините:
| \| Година на преброяване \| Численост \| \| --------------------- \| --------- \| \| 1934 \| 708 \| \| 1946 \| 764 \| \| 1956 \| 721 \| \| 1965 \| 567 \| \| 1975 \| 272 \| \| 1985 \| 200 \| \| 1992 \| 177 \| \| 2001 \| 134 \| \| 2011 \| 88 \| \| 2021 \| 58 \| |           |
| Година на преброяване | Численост |
| 1934 | 708       |
| 1946 | 764       |
| 1956 | 721       |
| 1965 | 567       |
| 1975 | 272       |
| 1985 | 200       |
| 1992 | 177       |
| 2001 | 134       |
| 2011 | 88        |
| 2021 | 58        |

### Етнически състав
Преброяване на населението през 2011 г.
Численост и дял на етническите групи според преброяването на населението през 2011 г.:
|                     | Численост | Дял (в %) |
| Общо                | 88        | 100.00    |
| Българи             | 88        | 100.00    |
| Турци               | 0         | 0.00      |
| Цигани              | 0         | 0.00      |
| Други               | 0         | 0.00      |
| Не се самоопределят | 0         | 0.00      |
| Неотговорили        | 0         | 0.00      |

## Други
Скали Бучино край остров Гринуич, Южни Шетландски острови са наименувани в чест на селата Бучино, Големо Бучино и Мало Бучино.

## Личности
Родени в Бучино
- Арсо Пандурски (1915 – 1944), български партизанин
- Никола Чаргата, български революционер, войвода на селската чета на Бучино в 1904 година[9][10]
- Михаил Бучински, македоно-одрински опълченец, 30-годишен, кафеджия, търговец, III клас, Струмишка чета, 4 рота на 13 кукушка дружина[11]
- Станимир Атанасов, македоно-одрински опълченец, 3 рота на 5 одринска дружина[12]
- Стоян Божков Бучински (18.09.1887 – ?), български революционер, деец на ВМРО (Иван Михайлов)[13]
- Андон Георгиев Христов (20.03.1895 – ?), български революционер, деец на ВМРО (Иван Михайлов)[14]
- Стоян Николов Миленков (11.02.1904 – ?), български революционер, член на ВМРО (Иван Михайлов)[15]
- Спас Йотов Георгиев (5.04.1894 – ?), български революционер, член на ВМРО (Иван Михайлов)[16]